# Графф, Лоренс де
Лоренс (Лоран) де Графф (нидерл. Laurens de Graff или de Griffe, при рождении Laurens Baldran; ум. в 1704 г.) — флибустьер из Голландии. Про Граффа известно мало, неизвестны даже его раса и точные даты жизни. Возможно, он был мулатом. Генри Морган описывал его как блондина. Жил во второй половине XVII века.

## Биография

### Начало
Графф сначала служил испанцам, не раз выступал против флибустьеров, пока сам не оказался в плену у пиратов. В какой-то момент проданный в рабство на Канарские острова, он сбежал в начале 1670-х и стал пиратом на службе у французов.
Был мужем известной бретонской охотницы-буканьера Марии Богоугодной, вдовы Пьера Длинного, основателя Порт-о-Пренс на Санто-Доминго.

### Блистательная Битва
Самой блистательной операцией, проведённой Лоренсом, считается его спасение от двух мощнейших шестидесятипушечных испанских кораблей, имевших на борту 1500 человек, один из которых был адмиральским галеоном, а другой — вице-адмиральским. Он рискнул пройти между двумя галеонами под вражеским обстрелом из 60 орудий, беспорядочно, но интенсивно стреляя по испанцам из ружей и пушек с двух бортов таким образом, что вражеские канониры никак не могли точно прицелиться. Испуганный капитан вице-адмиральского корабля не осмелился идти на абордаж, несмотря на огромный перевес в силах. Сам Лоран был ранен в бедро, корабль флибустьеров получил значительные повреждения.
Испанский двор не мог допустить, чтобы 1500 человек спасовали перед какой-то несчастной посудиной флибустьера, тогда голова нерешительного капитана вице-адмиральского корабля легла под топор палача. Лоренс же, напротив, после этого удачного манёвра снискал себе большую известность и громкое имя.

### Нападение на Веракрус
Вскоре Лоренс примкнул к пирату де Граммону с целью совместного нападения на Веракрус. Пиратам удалось разграбить город, хотя и не так основательно, как планировалось, испанцы вызвали подмогу. Случилось так, что Лоренс Де Графф крупно поссорился с ещё одним участником похода голландским пиратом Ван Доорном. Произошла драка, в результате которой де Графф нанёс смертельную рану Ван Доорну. Тем временем, подоспела испанская подмога и пираты спешно отступили.

### Остаток жизни
По возвращении в Санто-Доминго Лоренс де Графф получил официальное свидетельство о прощении ему убийства Ван Доорна и назначение майором острова Санто-Доминго с поручением наладить на острове полицейскую службу. Позднее он был назначен «лейтенантом короля», участвовал в 1699 году в экспедиции Пьера д’Ибервилля, основавшего Новый Орлеан, где де Графф и окончил своё существование.